# Jody Jenneker

a Compétitions nationales et continentales officielles uniquement.

Dernière mise à jour le 26 juin 2022.
Jody Jenneker, né le 10 avril 1984 à Durban, est un joueur sud-africain de rugby à XV évoluant au poste de talonneur.

## Biographie
En novembre 2014, il est sélectionné dans l'équipe des Barbarians français pour affronter la Namibie au Stade Mayol de Toulon.
Il est sacré champion de France en 2018 avec le Castres olympique.
En 2022, il prend sa retraite de joueur et se reconvertit en tant qu'entraîneur, au sein du Rugby Club donatien.

## Palmarès
Oyonnax
- Champion de Pro D2 en 2013

 Castres olympique
- Vainqueur du Championnat de France en 2018